# 贡夫勒维尔卡约
贡夫勒维尔卡约（法語：Gonfreville-Caillot，法語發音：[ɡɔ̃fʁəvil kajo]）是法国滨海塞纳省的一个市镇，属于勒阿弗尔区。

## 地理
贡夫勒维尔卡约（49°39'8"N, 0°26'26"E）面积4.22 平方千米，位于法国诺曼底大区滨海塞纳省，该省份为法国北部沿海省份，其西部及北部濒大西洋英吉利海峡，东起顺时针与索姆省、瓦兹省、厄尔省和卡爾瓦多斯省接壤。
与贡夫勒维尔卡约接壤的市镇（或旧市镇、城区）包括：布雷欧泰、格兰维尔-伊莫维尔、圣马克卢-拉布里耶尔。

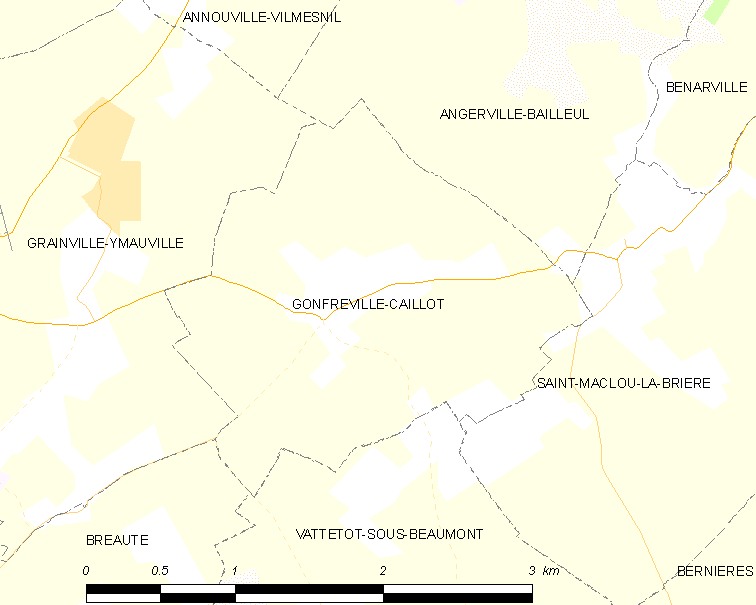
贡夫勒维尔卡约的OSM定位图

贡夫勒维尔卡约的时区为UTC+01:00、UTC+02:00（夏令时）。

## 行政
贡夫勒维尔卡约的邮政编码为76110，INSEE市镇编码为76304。

## 政治
贡夫勒维尔卡约所属的省级选区为圣罗曼-德科尔博斯克县。

## 人口

1962-2008年间贡夫勒维尔卡约人口变化图示

贡夫勒维尔卡约于2022年1月1日时的人口数量为397人。